# 3050-es mellékút (Magyarország)
A 3050-es számú mellékút egy négy számjegyű országos közút-szakasz volt Borsod-Abaúj-Zemplén vármegye legészakibb részén. Úgy tűnik, hogy önálló útként megszűnt, a 3-as főút része lett. 
A 3-as főútból ágazik ki, annak 240+500-as kilométerszelvényénél, Hernádszurdok közigazgatási területén, a kezdeti szakaszán egyirányú útként; párja ezen a szakaszon a 33 604-es út. Utóbbival bő 300 méter után találkozik, miután az áthaladt a 3-as út felüljárója alatt és beletorkollott a 3050-esbe. Itt az út északkeleti irányba fordul, keresztezi a Miskolc–Hidasnémeti-vasútvonalat, majd a Hernád közelébe húzódik és első kilométere után átlép Hidasnémeti területére.
Második kilométere előtt nem sokkal keresztezi a Szerencs–Hidasnémeti-vasútvonalat is, majd beér Hidasnémeti házai közé, ahol az első szakasza a Pesti utca nevet viseli. Mielőtt elérné a 2,500-as kilométerszelvényét, egy körforgalomhoz ér: itt ágazik ki belőle dél felé a 3708-as út, egyben az út északi irányba fordul, Kassai utca néven. A 3,400-as kilométerszelvényénél kiágazik belőle a 26 322-es út, nyugat-északnyugat felé, majd a falu legészakibb házait elhagyva Tornyosnémeti területére lép át. Ez utóbbi település központját nem sokkal az ötödik kilométere előtt éri el, ott a neve Fő út. Utolsó szakaszán még keresztezi a Kassa–Hidasnémeti-vasútvonalat is. A 3729-es útba torkollik, még azelőtt, hogy ez az út elérné nyolcszázadik méterszelvényét.
Teljes hossza, az országos közutak térképes nyilvántartását szolgáló kira.gov.hu adatbázisa szerint 6,219 kilométer.